# Jonna Wasserfaller
Jonna Wasserfaller, född 20 april 1994 i Degerfors, är en svensk volleybollspelare (center). Hon har spelat med och varit förbundskapten för seniorlandslaget. Hon hade fram till  31 december 2019 hade spelat 61 landskamper. Hon avslutade sin spelarkarriär 2025.
På klubbnivå spelade Wasserfaller för modersklubben VK Orion,  volleybollgymnasiets lag RIG Falköping (2011-2013), Hylte/Halmstad VBK (2013-2017), Terville Florange Olympique Club (2017-2018), Pölkky Kuusamo (2018-2021), Örebro Volley (2021-2022), Hylte/Halmstad VBK (2022-2023) och 1. VC Wiesbaden (2023-2025). Under en stor del av 2021 var hon borta p.g.a. en knäskada